# Мёшинский завод
Мёшинский (Ныртинский) медеплави́льный заво́д — металлургический завод, действовавший в Казанской губернии на реке Мёше с 1749 до 1874 года. Завод дал начало селу Завод-Нырты.

## История
Завод в составе 4 медеплавильных печей был основан казанскими купцами П. А. Келаревым и И. Ф. Ляпиным в 1749 году по указу Берг-коллегии в 60 верстах от Мамадыша. Первые заводские рабочие были куплены владельцами, а также переведены с других заводов и набраны из числа беглых крестьян. В 1766 году объём выплавки меди составил 78 пудов, в 1779—537 пудов.
24 марта 1774 года Мёшинский завод совместно с Пудемским за долги был продан с аукциона за 25,8 тыс. рублей И. П. Осокину.
В 1862 году завод переработал 91 тыс. пудов руды и выплавил 2011 пудов меди, в 1863 году — соответственно 54,9 тыс. пудов и 873 пуда, в 1868 году — 18,7 тыс. пудов и 492 пуда. Численность заводских рабочих в 1862 году составляла 891 человек, в 1863 году — 865 человек. Площадь заводской дачи в этот период составляла 3667 десятин, в том числе 1177 десятин лесных угодий. Руда для переработки в 1863 году поставлялась с 4 собственных рудников. Кроме этого на территории заводской дачи существовали 343 недействующих рудника.
В 1848 году заводовладельцем стал А. И. Коровин, купивший Мёшинский завод у сына Ивана Петровича Г. И. Осокина. В 1854 году завод по наследству перешёл его сыну Андрею. В 1868 году завод был остановлен, а в 1872 году продан на аукционе титулярному советнику К. И. Яхонтову, который не возобновлял выплавку меди, а попытался перевести земли в статус лесозаготовительных, обратившись в Уральское горное правление. Яхонтов был уличён в предоставлении ложной информации об объёмах выплавки меди (которая фактически не производилась) в горное ведомство, в результате чего был оштрафован Горным советом.
В 1874 году завод был разрушен пожаром, после чего не возобновлял своей деятельности. В этом же году завод был исключён из списка предприятий, подведомственных Уральскому горному правлению, а земли вернули казне.
По состоянию на 2021 год на месте бывшего заводского посёлка находится село Завод-Нырты Сабинского района Татарстана.